# Satz von Plancherel
Der Satz von Plancherel (nach Michel Plancherel, der ihn 1910 bewies) ist eine Aussage aus dem mathematischen Teilgebiet der Fourier-Analysis, das zur Funktionalanalysis gehört. Er besagt, dass die Fourier-Transformation auf dem Raum {\displaystyle L^{2}} der quadratintegrierbaren Funktionen eine Isometrie ist, also dass eine Funktion und ihre Fourier-Transformierte die gleiche {\displaystyle L^{2}}-Norm haben.

## Aussage
Es existiert eine Isometrie {\displaystyle \Psi \colon L^{2}(\mathbb {R} ^{n})\to L^{2}(\mathbb {R} ^{n})}, die unitär und eindeutig bestimmt ist durch
{\displaystyle \Psi (f)={\mathcal {F}}(f)}
für alle {\displaystyle f\in {\mathcal {S}}}, wobei
- {\displaystyle {\mathcal {F}}} die Fourier-Transformation und
- {\displaystyle {\mathcal {S}}} den Schwartz-Raum bezeichnet.

## Bemerkungen
1. Die Gleichheit {\displaystyle \Psi (f)={\mathcal {F}}(f)} gilt nicht nur für {\displaystyle f\in {\mathcal {S}}}, sondern auch für {\displaystyle f\in L^{1}(\mathbb {R} ^{n})\cap L^{2}(\mathbb {R} ^{n})}, da {\displaystyle {\mathcal {S}}} sowohl in {\displaystyle L^{1}(\mathbb {R} ^{n})} als auch in {\displaystyle L^{2}(\mathbb {R} ^{n})} dicht liegt. Da {\displaystyle \Psi } auf {\displaystyle L^{2}(\mathbb {R} ^{n})} und die Fourier-Transformation {\displaystyle {\mathcal {F}}} auf {\displaystyle L^{1}(\mathbb {R} ^{n})} definiert ist, kann man {\displaystyle \Psi } als Fortsetzung der Fourier-Transformation auf {\displaystyle L^{2}(\mathbb {R} ^{n})} verstehen. Diese Fortsetzung wird ebenfalls wieder Fourier-Transformation oder seltener Fourier-Plancherel-Transformation genannt.
2. Der Satz von Parseval ist das Analogon des Satzes von Plancherel für Fourier-Reihen. Jedoch hängen die Sätze nicht direkt zusammen, da bei der kontinuierlichen Fourier-Transformation kein Orthogonalsystem (sondern zumindest für Hilberträume sog. „Frames“) zugrunde liegt.